# 金沢窃盗映像誤認事件
金沢窃盗映像誤認事件（かなざわせっとうえいぞうごにんじけん）は2009年8月に石川県白山市で起きた事件。この事件では金沢市の男性が逮捕、起訴されたが、公判中にコンビニエンスストアの防犯カメラに映っていたのが別人と判明。そのため、検察側が無罪を求めた結果、無罪判決が確定するという極めて異例の経緯をたどった。

## 概要
2009年8月15日、石川県白山市内の車から盗まれたキャッシュカードが使用され、コンビニエンスストアのATMで計100万円が引き出される事件が発生。10月28日に松任警察署（現・白山警察署）は金沢市の男性を窃盗容疑で逮捕した。11月17日、金沢地検はATMの防犯カメラが捉えた人物の映像と一致するとして男性を窃盗罪で起訴した。

## 裁判
2010年1月8日、金沢地裁（入子光臣裁判官）で初公判が開かれ、男性は起訴事実を否認、無罪を主張した。
その後、弁護側の提案で検察側は高い映像鑑定技術を持つ愛知県警察に鑑定を依頼するが、その結果は耳や鼻の違いから男性とは別人というものであった。これを受けた検察側は4月12日に男性の拘置取り消しを金沢地裁に請求し、認められたため男性は約半年ぶりに釈放された。
2010年5月21日、金沢地裁はATMの防犯カメラの男と別人の可能性が高いとした愛知県警察の鑑定結果を証拠採用した。
2010年7月20日、論告求刑公判が開かれ、検察側は男性に無罪を論告した。そして検察側は男性に「起訴したこと、166日間拘置したことを申し訳なく思っています」と謝罪した。
2010年9月1日、金沢地裁（入子光臣裁判官）で判決公判が開かれ、男性に無罪判決を言い渡した。判決理由では、防犯カメラに映った男の映像鑑定結果について「信用性の高い鑑定で、犯人は別人と認められる」と認定。その上で「捜査を尽くさないまま（犯人と）断定し、起訴したのは、ずさんと言わざるを得ない」と捜査機関の不手際を批判。さらに「今後、捜査方法を改めるよう要望する」と注文を付けた。
判決言い渡し後、裁判官は男性に対し「長期間心身ともに不安定で苦しい立場だった。今後は希望通り、静かな生活を送れるよう裁判所として祈っている」と声を掛け、刑事補償法に基づく補償の手続きを行うように促した。
この判決に対し、検察側が同日に上訴権を放棄したため、無罪判決が確定した。検察側が上訴権を放棄するのは足利事件などの前例があるものの極めて異例。
後日、安藤隆春警察庁長官が会見して「犯人でない方を逮捕したことは極めて遺憾だ」と述べて捜査の不手際を批判した。

## 判決確定後
2010年10月1日までに金沢地裁は男性に対して刑事補償法に基づく補償金の交付を決定した。補償金は逮捕された2009年10月から釈放された2010年4月までの167日分で、請求した満額が交付された。無罪判決確定を受けて男性は「一つの区切りがついたと思う。静かに生活したい」と述べた。